# Ned Flanders
Nedward "Ned" Flanders  är en rollfigur i den tecknade TV-serien Simpsons. Ned är granne med familjen Simpson. Han är djupt kristen och pratar nasalt. Han är vänligt inställd till det mesta. Hans föräldrar var s.k. beatniks. Ned var gift med Maude Flanders och har två söner, Rod och Todd Flanders med henne. Maude dog efter att ha fallit ner från en Nascar-arena. Idag är han gift med Edna Krabappel. Homer brukar ofta reta Ned, men gillar honom egentligen. Ned har ett flertal gånger hjälpt familjen Simpson ur diverse knipor. Han har suttit på mentalsjukhus en gång.

## Biografi
Ned besöker flitigt pastor Lovejoy för att bikta sig eller få hjälp; något som pastorn finner påfrestande. Hela familjen Flanders är djupt troende inom den protestantiska kyrkan och går i kyrkan varje söndag. Faktum är att på engelska är Ned den enda i sin familj vars namn inte rimmar på "God" (Gud). När Neds hustru dog i en olycka fick sig hans tro på Gud en törn, men efter att ha träffat en kristen rocksångerska som uppträdde i kyrkan (den enda gång han kommit för sent dit) lovade han Gud att alltid vara troende. Detta var ett återkommande skämt i början av säsongerna, men har använts mindre i senare avsnitt.  Neds idoler är The Beatles eftersom de är "större än Jesus".
Ned växte upp i New York och var son till beatnikska föräldrar som struntade i att kontrollera Ned som var en ilsken busunge. Föräldrarna kontaktade Dr Foster och använde "University of Minnesota Spankalogical Protocol", som innebar att man utförde aga under åtta månader i sträck. Efter behandlingen kunde inte Ned visa någon ilska och började prata nonsensord för att hålla borta utbrottet. I vuxen ålder totalförstördes hans hus av en orkan och då hans vänner misslyckades med att bygga upp huset fick han ett raseriutbrott och togs in på Calmwood Mental Hospital där man kom fram till att han hatar posten och sina föräldrar. Ned har studerat på Oral Roberts University.
Ned arbetade som säljare inom läkemedelsindustrin tills han öppnade butiken The Leftorium i Springfield Mall. Innan han startade eget tjänade han 27 dollar mer än Homer. Neds butik gick till en början dåligt och vara nära konkurs. Ned är väldigt ärlig och uppriktig i utförandet av den kristna läran om kärlek, godhet och medkänsla. Han gör en hel del volontärarbete och är laglydig. Han lånar ofta sina prylar till vänner och bekanta men får sällan tillbaka dessa. Hans granne Homer är ofta irriterad på honom och äger även domänen stupidflanders.org, skrivit sången "Everybody Hates Ned Flanders, trots det har Flanders en gång köpt familjen Simpsons hus och varit hans hyresvärd då han köpte huset för att få dem att bo kvar. Han har donerat en njure och en lunga. Ned har uppgivit att han har doktorerat i mixologi.
Ned var gift med Maude Flanders men hon avled efter att hon ramlat från en läktare. På sin smekmånad träffade paret Homer och Marge första gången och lät dem följa med. Tillsammans med Maude har han två söner, Rod och Todd. Ned har haft ett hemligt äktenskap med Ginger som han gifte sig med i Las Vegas. Då Ned försökt dumpa henne lämnade Ginger honom med eftersom ingen skilsmässa togs ut var det lagligen fortfarande gifta, men då Ginger fick reda på hur Ned levde lämnade hon honom. Ned har varit förälskad i Rachel Jordan, och Sara Sloane. Rachel Jordan flyttade även in till Ned men då han inte kommit över Maude ännu gav hon upp förhållandet. Han har en gång planerat flytta till sin syster i Capital City efter att hans butik gått dåligt, och flyttade en gång till Humbleton, Pennsylvania efter att han hyrt ett rum till två tjejer som filmade sexuella scener i gästrummet. Ned började senare dejta Edna Krabappel och är numera gift med henne.
I framtiden kommer han att göra en laseroperation som fungerade bra i tio år innan han blev blind. Han kommer då och gifta sig med Maudes vålnad eftersom Homer kommer döda Edna.

## Ålder
I avsnittet Viva Ned Flanders så nämns det i kyrkan att Ned är sextio år. Han inser då att han har gått miste om mycket roligt i livet och ber därför Homer om råd. I ett annat avsnitt visas en då trettio år gammal film i vilken man får se Ned som ungefär femåring. Hans ålder är därför oklar.